# Бушкілл Тауншип (округ Нортемптон, Пенсільванія)
Бушкілл Тауншип (англ. Bushkill Township) — селище (англ. township) в США, в окрузі Нортгемптон штату Пенсільванія. Населення — 8482 особи (2020).

## Демографія
Згідно з переписом 2010 року, у селищі мешкало 8178 осіб у 2825 домогосподарствах у складі 2396 родин. Було 2927 помешкань
Расовий склад населення:
| - 96,8 % — білих - 0,9 % — азіатів - 0,7 % — чорних або афроамериканців - 0,1 % — корінних американців |

До двох чи більше рас належало 1,1 %. Частка іспаномовних становила 2,0 % від усіх жителів.
За віковим діапазоном населення розподілялося таким чином: 24,2 % — особи молодші 18 років, 64,1 % — особи у віці 18—64 років, 11,7 % — особи у віці 65 років та старші. Медіана віку мешканця становила 43,8 року. На 100 осіб жіночої статі у селищі припадало 101,4 чоловіків;  на 100 жінок у віці від 18 років та старших — 100,1 чоловіків також старших 18 років.
Середній дохід на одне домашнє господарство  становив 99 971 долар США (медіана — 87 428), а середній дохід на одну сім'ю — 105 054 долари (медіана — 89 840). Медіана доходів становила 60 368 доларів для чоловіків та 47 762 долари для жінок. За межею бідності перебувало 4,6 % осіб, у тому числі 2,5 % дітей у віці до 18 років та 5,3 % осіб у віці 65 років та старших.
Цивільне працевлаштоване населення становило 4256 осіб. Основні галузі зайнятості: освіта, охорона здоров'я та соціальна допомога — 25,7 %, виробництво — 19,2 %, роздрібна торгівля — 13,5 %, науковці, спеціалісти, менеджери — 8,5 %.